# Räddningstjänsten Fyrbodal
Räddningstjänsten Fyrbodal är ett kommunalförbund som bildades 2025 genom sammanslagning av Norra Älvsborgs Räddningstjänstförbund och Räddningstjänsten Mitt Bohuslän.
Den omfattar de sju kommunerna Färgelanda, Lysekil, Mellerud, Munkedal, Trollhättan, Uddevalla och Vänersborg.

## Brandstationer
- Brålanda
- Brastad
- Färgelanda
- Hedekas
- Högsäter
- Lysekil
- Ljungskile
- Mellerud
- Munkedal
- Sjuntorp
- Skaftö
- Trollhättan
- Uddevalla
- Vargön
- Vänersborg
- Åsensbruk

Av dessa finns heltidsbrandkårer på Trollhättans, Uddevallas och Vänersborgs brandstationer.
Ledningscentralen sköter utlarmningen också för Orusts kommun, som har deltidsbrandkårer (räddningstjänst i beredskap) i Henån, Ellös och Svanesund.